# Jagong (Jagong Jeget)
Jagong is een bestuurslaag in het regentschap Aceh Tengah van de provincie Atjeh, Indonesië. Jagong telt 1116 inwoners (volkstelling 2010).